# Эриксен, Лейф
Ле́йф Э́риксен (норв. Leif Eriksen; 14 мая 1940, Осло — 31 января 2024, Осло) — норвежский футболист и тренер, известен по выступлениям за клуб «Волеренга».

## Биография

### Игровая карьера
Эриксен большую часть игровой карьеры выступал за клуб «Волеренга», с которым в 1965 году выиграл чемпионат страны. Всего за эту команду он сыграл 142 матча и забил 58 голов, став лучшим бомбардиром чемпионата в 1963 году. Затем он выступал за «Эйдсвольд» и вернулся в «Волеренгу», в которой завершил карьеру.
За сборную Норвегии сыграл 4 матча.

### Тренерская карьера
Работал тренером норвежских клубов, в том числе и с «Волеренгой», с которой выиграл Кубок Норвегии 1980 года и чемпионат страны 1981 года.

### Смерть
Скончался 31 января 2024 года в возрасте 83 лет в Осло.

## Статистика

### Матчи Эриксена за сборную Норвегии
| Матчи Эриксена за сборную Норвегии | Матчи Эриксена за сборную Норвегии | Матчи Эриксена за сборную Норвегии | Матчи Эриксена за сборную Норвегии | Матчи Эриксена за сборную Норвегии | Матчи Эриксена за сборную Норвегии  |
| ---------------------------------- | ---------------------------------- | ---------------------------------- | ---------------------------------- | ---------------------------------- | ----------------------------------- |
| №                                  | Дата                               | Соперник                           | Счёт                               | Голы Эриксена                      | Соревнование                        |
| 1                                  | 13 мая 1964                        | Ирландия                           | 1:4                                | 1                                  | Товарищеский матч                   |
| 2                                  | 1 июня 1967                        | Финляндия                          | 2:0                                | —                                  | Чемпионат Северной Европы 1964—1967 |
| 3                                  | 8 июня 1967                        | Португалия                         | 1:2                                | —                                  | Чемпионат Европы 1968 (отбор)       |
| 4                                  | 18 августа 1968                    | Финляндия                          | 4:1                                | —                                  | Чемпионат Северной Европы 1968—1971 |

Итого: 4 матча / 1 гол; 2 победы, 0 ничьих, 2 поражения.

## Достижения

### Достижения игрока
«Волеренга»
- Чемпион Норвегии: 1965

### Достижения тренера
«Волеренга»
- Чемпион Норвегии: 1981
- Обладатель Кубка Норвегии: 1980

### Личные
- Лучший бомбардир чемпионата Норвегии: 1963